# René Coicaud
René Coicaud   (Liborna, 25 d'agost de 1927 - Brageirac, 1 d'octubre de 2000) fou un tirador d'esgrima francès, especialista en floret, que va competir durant la dècada de 1950.
El 1956 va prendre part en els Jocs Olímpics d'Estiu de Melbourne, on guanyà la medalla de plata en la competició de floret per equips del programa d'esgrima.
En el seu palmarès també destaca una medalla de plata al |Campionat del Món d'esgrima de 1957 i una d'or als Jocs del Mediterrani de 1955. El 1958 i 1961 es proclamà campió de França de floret individual.
Una vegada retirat va exercir d'àrbitre. Membre del Reagrupament per la República, va ser regidor a Bergerac del 1977 al 1983 i de 1989 al 1995, i tinent d'alcalde del 1995 al 2000.